# Liste der Kulturdenkmäler in Breitenbach am Herzberg
Die folgende Liste enthält die in der Denkmaltopographie ausgewiesenen Kulturdenkmäler auf dem Gebiet  der Gemeinde Breitenbach am Herzberg, Landkreis Hersfeld-Rotenburg, Hessen.
Hinweis: Die Reihenfolge der Denkmäler in dieser Liste orientiert sich zunächst an Ortsteilen und anschließend der Anschrift, alternativ ist sie auch nach der Bezeichnung oder der Bauzeit sortierbar.
Kulturdenkmäler werden fortlaufend im Denkmalverzeichnis des Landes Hessen durch das Landesamt für Denkmalpflege Hessen auf Basis des Hessischen Denkmalschutzgesetzes (HDSchG) geführt. Die Schutzwürdigkeit eines Kulturdenkmals hängt nicht von der Eintragung in das Denkmalverzeichnis des Landes Hessen oder der Veröffentlichung in der Denkmaltopographie ab.

## Breitenbach
| Bild                                             | Bezeichnung                                      | Lage                                                                | Beschreibung                        | Bauzeit                            | Daten |
| ------------------------------------------------ | ------------------------------------------------ | ------------------------------------------------------------------- | ----------------------------------- | ---------------------------------- | ----- |
| Breitenbach am Herzberg                          | Gesamtanlage Breitenbach am Herzberg             | Breitenbach, Hauptstraße 1-23, 2-30; Zum Herzberg 3, 8, 2-7 Lage    |                                     |                                    |       |
| Bild gesucht BW                                  | Hofanlage Borngasse 1 und 3                      | Breitenbach, Borngasse 1 und 3 LageFlur: 5, Flurstück: 106/2        |                                     | Spätes 19. Jahrhundert             |       |
| Bild gesucht BW                                  | Gebäudegruppe Borngasse 2 und 4                  | Breitenbach, Borngasse 2 und 4 LageFlur: 5, Flurstück: 96/1         |                                     | um 1800                            |       |
| Traufenhaus Borngasse 6                          | Traufenhaus Borngasse 6                          | Breitenbach, Borngasse 6 LageFlur: 5, Flurstück: 97/1               |                                     | 1784                               |       |
| Bild gesucht BW                                  | Wohnhaus Borngasse 8                             | Breitenbach, Borngasse 8 LageFlur: 5, Flurstück: 100                |                                     |                                    |       |
| Bild gesucht BW                                  | Wohnhaus Borngasse 16                            | Breitenbach, Borngasse 16 LageFlur: 5, Flurstück: 123/1             |                                     |                                    |       |
| Bild gesucht BW                                  | Wohnhaus Brunnenstraße 2                         | Breitenbach, Brunnenstraße 2 LageFlur: 6, Flurstück: 27/2           |                                     | 17. Jahrhundert                    |       |
| Hof Eichenstraße 1                               | Hof Eichenstraße 1                               | Breitenbach, Eichenstraße 1 LageFlur: 5, Flurstück: 72/2            |                                     | um 1800                            |       |
| Bild gesucht BW                                  | Hofreite Gartenstraße 1                          | Breitenbach, Gartenstraße 1 LageFlur: 6, Flurstück: 30/1            |                                     | 1809                               |       |
| Bild gesucht BW                                  | Wohnhaus Gartenstraße 2                          | Breitenbach, Gartenstraße 2 LageFlur: 6, Flurstück: 38/3            |                                     | Spätes 18. Jahrhundert             |       |
| Bild gesucht BW                                  | Wohnhaus Hatteröder Straße 2                     | Breitenbach, Hatteröder Straße 2 LageFlur: 6, Flurstück: 68/1       |                                     |                                    |       |
| Bild gesucht BW                                  | Haupthaus einer Hofanlage Hauptstraße 1          | Breitenbach, Hauptstraße 1 LageFlur: 4, Flurstück: 72/1             |                                     | 1714                               |       |
| Bild gesucht BW                                  | Hofanlage Hauptstraße 2                          | Breitenbach, Hauptstraße 2 LageFlur: 4, Flurstück: 105 + 145/104    |                                     | 1781                               |       |
| Bild gesucht BW                                  | Traufenhaus Hauptstraße 3                        | Breitenbach, Hauptstraße 3 LageFlur: 4, Flurstück: 58/1             |                                     | 1865                               |       |
| Ernhaus Hauptstraße 4                            | Ernhaus Hauptstraße 4                            | Breitenbach, Hauptstraße 4 LageFlur: 4, Flurstück: 103/1            |                                     | Zweite Hälfte des 18. Jahrhunderts |       |
| Traufenhaus Hauptstraße 6                        | Traufenhaus Hauptstraße 6                        | Breitenbach, Hauptstraße 6 LageFlur: 4, Flurstück: 133/102          |                                     | 1761                               |       |
| Bild gesucht BW                                  | Hofanlage Hauptstraße 8                          | Breitenbach, Hauptstraße 8 LageFlur: 4, Flurstück: 100              |                                     | 1833                               |       |
| Bild gesucht BW                                  | Wohnhaus Hauptstraße 9                           | Breitenbach, Hauptstraße 9 LageFlur: 4, Flurstück: 49/1             |                                     | Frühes 20. Jahrhundert             |       |
| Bild gesucht BW                                  | Wohnhaus und Scheune Hauptstraße 10              | Breitenbach, Hauptstraße 10 LageFlur: 5, Flurstück: 78              |                                     | 1761                               |       |
| Bild gesucht BW                                  | Wohnhaus Hauptstraße 11                          | Breitenbach, Hauptstraße 11 LageFlur: 5, Flurstück: 77/1            |                                     | Im Kern frühes 18. Jahrhundert     |       |
| Bild gesucht BW                                  | Fachwerkhaus Hauptstraße 12                      | Breitenbach, Hauptstraße 12 LageFlur: 4, Flurstück: 75/1 und 195/74 |                                     | Mitte des 19. Jahrhunderts         |       |
| weitere Bilder                                   | Herrenhaus und Rentamt                           | Breitenbach, Hauptstraße 14 LageFlur: 5, Flurstück: 87/1            | Rentamt für das Gericht Breitenbach | 18. Jahrhundert                    |       |
| weitere Bilder                                   | Evangelische Kirche                              | Breitenbach, Hauptstraße 15 LageFlur: 5, Flurstück: 66              |                                     | 1856 bis 1858                      |       |
| weitere Bilder                                   | Herrenhaus                                       | Breitenbach, Hauptstraße 16 LageFlur: 5, Flurstück: 92/2, 93, 91/1  |                                     | 18. Jahrhundert                    |       |
| Bild gesucht BW                                  | Ernhaus Hauptstraße 21                           | Breitenbach, Hauptstraße 21 LageFlur: 5, Flurstück: 215/57          |                                     | Frühes 18. Jahrhundert             |       |
| Bild gesucht BW                                  | Haupthaus einer Hofanlage Hauptstraße 23         | Breitenbach, Hauptstraße 23 LageFlur: 5, Flurstück: 54/1            |                                     | Frühes 18. Jahrhundert             |       |
| Bild gesucht BW                                  | Hofanlage mit Traufenhaus Hauptstraße 27         | Breitenbach, Hauptstraße 27 LageFlur: 5, Flurstück: 51/3            |                                     | um 1800                            |       |
| Bild gesucht BW                                  | Einhaus Hauptstraße 37                           | Breitenbach, Hauptstraße 37 LageFlur: 6, Flurstück: 32/1            |                                     | 1822                               |       |
| Bild gesucht BW                                  | Wohnhaus Hauptstraße 46                          | Breitenbach, Hauptstraße 46 LageFlur: 6, Flurstück: 83/2            |                                     | um 1800                            |       |
| Bild gesucht BW                                  | Wohnhaus Lindenbergstraße 6                      | Breitenbach, Lindenbergstraße 6 LageFlur: 4, Flurstück: 41          |                                     | um 1800                            |       |
| Bild gesucht BW                                  | Wohnhaus einer Hofreite Lindenbergstraße 8       | Breitenbach, Lindenbergstraße 8 LageFlur: 4, Flurstück: 39/1        |                                     | Zweite Hälfte des 19. Jahrhunderts |       |
| Bild gesucht BW                                  | Traufenhaus Tannenstraße 10                      | Breitenbach, Tannenstraße 10 LageFlur: 5, Flurstück: 218/1          |                                     | Spätes 19. Jahrhundert             |       |
| Bild gesucht BW                                  | Streckhof Zum Herzberg 2                         | Breitenbach, Zum Herzberg 2 LageFlur: 4, Flurstück: 95/1            |                                     | um 1800                            |       |
| Haupthaus eines Hofes und Scheune Zum Herzberg 3 | Haupthaus eines Hofes und Scheune Zum Herzberg 3 | Breitenbach, Zum Herzberg 3 LageFlur: 4, Flurstück: 208/38          |                                     | um 1800                            |       |
| Bild gesucht BW                                  | Ehemalige Synagoge                               | Breitenbach, Zum Herzberg 4 LageFlur: 4, Flurstück: 92              |                                     | Zweite Hälfte des 19. Jahrhunderts |       |
| Jüdischer Friedhof Breitenbach am Herzberg       | Jüdischer Friedhof                               | Breitenbach, Außerhalb der Ortslage LageFlur: 8, Flurstück: 56      |                                     |                                    |       |

## Gehau
| Bild            | Bezeichnung                             | Lage                                                                 | Beschreibung | Bauzeit                 | Daten |
| --------------- | --------------------------------------- | -------------------------------------------------------------------- | ------------ | ----------------------- | ----- |
| Bild gesucht BW | Hofanlage Alsfelder Straße 7            | Hatterode, Alsfelder Straße 7 LageFlur: 16, Flurstück: 49/4          |              | 1749                    |       |
| Bild gesucht BW | Einhaus Alsfelder Straße 10             | Gehau, Alsfelder Straße 10 LageFlur: 16, Flurstück: 25/8             |              | Spätes 19. Jahrhunderts |       |
| Bild gesucht BW | Unterstallhaus Alsfelder Straße 11      | Gehau, Alsfelder Straße 11 LageFlur: 17, Flurstück: 40/2             |              | Frühes 19. Jahrhunderts |       |
| Bild gesucht BW | Hofanlage Alsfelder Straße 13           | Gehau, Alsfelder Straße 13 LageFlur: 17, Flurstück: 42/4             |              | 1809                    |       |
| Bild gesucht BW | Einhaus Alsfelder Straße 20             | Gehau, Alsfelder Straße 20 LageFlur: 17, Flurstück: 13/2             |              | 1829                    |       |
| Bild gesucht BW | Ehemalige Mühle                         | Gehau, Alsfelder Straße 22 LageFlur: 17, Flurstück: 5/25             |              | 1830er Jahre            |       |
| Bild gesucht BW | Hofanlage Herzberger Straße 2           | Gehau, Herzberger Straße 2 LageFlur: 17, Flurstück: 29/3             |              | 1822                    |       |
| Bild gesucht BW | Hofanlage Rimberger Straße 2            | Gehau, Rimberger Straße 2 LageFlur: 16, Flurstück: 8/4               |              | 1863                    |       |
| Bild gesucht BW | Hofanlage Rimberger Straße 3            | Gehau, Rimberger Straße 3 LageFlur: 17, Flurstück: 64/23             |              | 1811                    |       |
| Bild gesucht BW | Kirche                                  | Gehau, Rimberger Straße 5 LageFlur: 17, Flurstück: 18                |              | 1712                    |       |
| Bild gesucht BW | Scheune Rimberger Straße/Ecke Steggasse | Gehau, Rimberger Straße/Ecke Steggasse LageFlur: 17, Flurstück: 20/1 |              | 1765                    |       |
| Bild gesucht BW | Hofanlage Steggasse 1                   | Gehau, Steggasse 1 LageFlur: 17, Flurstück: 14/1                     |              | 1890                    |       |
| weitere Bilder  | Burg Herzberg                           | Gehau LageFlur: 16, Flurstück: 26-32                                 |              | 13. Jahrhundert         |       |
| Hof Huhnstadt   | Hof Huhnstadt                           | Gehau LageFlur: 19, Flurstück: 14/1                                  |              | 1682                    |       |

## Hatterode
| Bild                           | Bezeichnung                                   | Lage                                                          | Beschreibung | Bauzeit                | Daten |
| ------------------------------ | --------------------------------------------- | ------------------------------------------------------------- | ------------ | ---------------------- | ----- |
| Bild gesucht BW                | Hof An der Fahrt 1                            | Hatterode, An der Fahrt 1 LageFlur: 6, Flurstück: 5/1         |              | 1818                   |       |
| Bild gesucht BW                | Haupthaus eines Hofes An der Fahrt 3          | Hatterode, An der Fahrt 3 LageFlur: 6, Flurstück: 11/2        |              | 1832                   |       |
| Bild gesucht BW                | Wohn-Wirtschaftshaus Grebenauer Straße 7      | Hatterode, Grebenauer Straße 7 LageFlur: 6, Flurstück: 38/1   |              | 1866                   |       |
| Hofanlage Grebenauer Straße 8  | Hofanlage Grebenauer Straße 8                 | Hatterode, Grebenauer Straße 8 LageFlur: 6, Flurstück: 26/1   |              | 1823                   |       |
| Bild gesucht BW                | Haupthaus einer Hofanlage Grebenauer Straße 9 | Hatterode, Grebenauer Straße 9 LageFlur: 6, Flurstück: 41/2   |              | 1914                   |       |
| Bild gesucht BW                | Hofanlage Grebenauer Straße 13                | Hatterode, Grebenauer Straße 13 LageFlur: 6, Flurstück: 51/1  |              | Frühes 20. Jahrhundert |       |
| weitere Bilder                 | Evangelische Kirche                           | Hatterode, Grebenauer Straße 16 LageFlur: 6, Flurstück: 82/10 |              | 1855                   |       |
| Hofanlage Grebenauer Straße 20 | Hofanlage Grebenauer Straße 20                | Hatterode, Grebenauer Straße 20 LageFlur: 7, Flurstück: 19/5  |              | 1805                   |       |
| Bild gesucht BW                | Traufenhaus Grebenauer Straße 21              | Hatterode, Grebenauer Straße 21 LageFlur: 7, Flurstück: 49/2  |              | 1772                   |       |
| Bild gesucht BW                | Ehemalige Mühle                               | Hatterode, Grebenauer Straße 23 LageFlur: 7, Flurstück: 52/2  |              | 1845                   |       |
| Bild gesucht BW                | Wohn-Wirtschaftsgebäude Grebenauer Straße 30  | Hatterode, Grebenauer Straße 30 LageFlur: 7, Flurstück: 3/3   |              | 1726                   |       |
| Bild gesucht BW                | Wohn-Wirtschaftsgebäude Mühlenweg 2           | Hatterode, Mühlenweg 2 LageFlur: 7, Flurstück: 39/1           |              |                        |       |
| Wohnhaus Steinweg 1            | Wohnhaus Steinweg 1                           | Hatterode, Steinweg 1 LageFlur: 6, Flurstück: 41/2            |              | 1790                   |       |

## Machtlos
| Bild            | Bezeichnung                                    | Lage                                                        | Beschreibung | Bauzeit                            | Daten |
| --------------- | ---------------------------------------------- | ----------------------------------------------------------- | ------------ | ---------------------------------- | ----- |
| Bild gesucht BW | Wohn-Wirtschaftsgebäude Breitenbacher Straße 3 | Machtlos, Breitenbacher Straße 3 LageFlur: 9, Flurstück: 17 |              | Zweite Hälfte 18. Jahrhundert      |       |
| weitere Bilder  | Evangelische Kirche                            | Machtlos, Friedhofstraße 6 LageFlur: 8, Flurstück: 6 + 7    |              | 1780                               |       |
| Bild gesucht BW | Hofanlage Im Oberland 1                        | Machtlos, Im Oberland 1 LageFlur: 9, Flurstück: 23          |              | Zweite Hälfte 19. Jahrhundert      |       |
| Bild gesucht BW | Wohnhaus Im Oberland 3                         | Machtlos, Im Oberland 3 LageFlur: 9, Flurstück: 28          |              | Frühes 19. Jahrhundert             |       |
| Bild gesucht BW | Rähmbau Im Oberland 8                          | Machtlos, Im Oberland 8 LageFlur: 8, Flurstück: 40          |              | 1753                               |       |
| Bild gesucht BW | Wohnhaus Im Oberland 10                        | Machtlos, Im Oberland 10 LageFlur: 9, Flurstück: 29         |              | 18. Jahrhundert                    |       |
| Bild gesucht BW | Hofreite Roter Weg 5                           | Machtlos, Roter Weg 5 LageFlur: 8, Flurstück: 27            |              | Zweite Hälfte des 19. Jahrhunderts |       |
| Bild gesucht BW | Hakenhof Roter Weg 7                           | Machtlos, Roter Weg 7 LageFlur: 8, Flurstück: 30            |              | 1894                               |       |

## Oberjossa
| Bild            | Bezeichnung                               | Lage                                                           | Beschreibung | Bauzeit                   | Daten |
| --------------- | ----------------------------------------- | -------------------------------------------------------------- | ------------ | ------------------------- | ----- |
| Bild gesucht BW | Hakenhof Am Rain 2                        | Oberjossa, Am Rain 2 LageFlur: 3, Flurstück: 82/1              |              | 1740                      |       |
| Bild gesucht BW | Einhaus Am Rain 4                         | Oberjossa, Am Rain 4 LageFlur: 3, Flurstück: 153/79            |              | 1844                      |       |
| Bild gesucht BW | Hof Bahnhofstraße 2                       | Oberjossa, Bahnhofstraße 2 LageFlur: 3, Flurstück: 55/1        |              | Spätes 19. Jahrhundert    |       |
| Bild gesucht BW | Ehemalige Schulen                         | Oberjossa, Bahnhofstraße 1 und 3 LageFlur: 3, Flurstück: 20/2  |              | 1840                      |       |
| Bild gesucht BW | Haupthaus einer Hofanlage Bahnhofstraße 5 | Oberjossa, Bahnhofstraße 5 LageFlur: 3, Flurstück: 17/3        |              |                           |       |
| Bild gesucht BW | Hofanlage Bahnhofstraße 9                 | Oberjossa, Bahnhofstraße 9 LageFlur: 4, Flurstück: 10/1        |              | 1799                      |       |
| Bild gesucht BW | Vierseithof Bahnhofstraße 10              | Oberjossa, Bahnhofstraße 10 LageFlur: 4, Flurstück: 11         |              | 1843                      |       |
| Bild gesucht BW | Streckhof Bergstraße 10                   | Oberjossa, Bergstraße 10 LageFlur: 4, Flurstück: 83/1          |              | 19. Jahrhundert           |       |
| Bild gesucht BW | Hofanlage Hersfelder Straße 12            | Oberjossa, Hersfelder Straße 12 LageFlur: 3, Flurstück: 14/2   |              |                           |       |
| Bild gesucht BW | Hof Talstraße 5                           | Oberjossa, Talstraße 5 LageFlur: 3, Flurstück: 93/1            |              | Mittleres 19. Jahrhundert |       |
| Bild gesucht BW | Dreiseithof Talstraße 6                   | Oberjossa, Talstraße 6 LageFlur: 3, Flurstück: 100/5           |              | Frühes 19. Jahrhundert    |       |
| Bild gesucht BW | Traufenhaus Talstraße 7                   | Oberjossa, Talstraße 7 LageFlur: 3, Flurstück: 94/2            |              | Frühes 19. Jahrhundert    |       |
| weitere Bilder  | Hof Ottersbach                            | Oberjossa, Außerhalb der Ortslage LageFlur: 9, Flurstück: 15/1 |              |                           |       |